# Солнце, сено, ягоды
«Солнце, сено, ягоды» (чеш. Slunce, seno, jahody) — чехословацкий комедийный художественный фильм 1984 года режиссёра Зденека Трошки.
Первая часть знаменитой трилогии, следующие «Солнце, сено и пара оплеух» (1989) и «Солнце, сено, эротика» (1991).

## Сюжет
«Солнце, сено, ягоды» — первая часть трилогии об южной чешской деревне. Комедия, рассказывающая о трудовом семестре в деревне студента-ветеринара, одержимого идеей применить на практике свои «грандиозные» открытия в области животноводства. В своей курсовой работе Шимон Планичка, всю жизнь проживший в городе, утверждал, что удойность коров зависит от культуры окружающей среды. В частности, он убеждён, что коровы дадут больше молока, если… будут слушать музыку. Однако поначалу администрацию сельскохозяйственного кооператива не воодушевляет затея юноши поставить в коровнике динамики. Но кто-то пускает слух, что студент Шимон сын некоего ответственного работника, чуть ли не Министра сельского хозяйства, и приезд его сюда не случаен: там, «наверху», решили узнать, как внедряются новаторские идеи в кооперативе. И тогда члены совета решили пойти навстречу студенту. Разумеется, производственной линией не исчерпывается сюжет фильма. В нём есть и любовная интрига, которая построена на смешных ситуациях и разрешается, к радости влюблённых героев, счастливым концом.

## В ролях
- Хелена Ружичкова — пани Скопкова
- Павел Кикинчук — Шимон Планечка (1 часть)
- Станислав Тршиска — Скопек
- Вероника Канска — Блажена
- Бронек Чёрны — Венса
- Ярослава Кречмерова — Эвик
- Людек Копржива - преподобный Отик
- Властимила Влкова - Цецилка
- Мартин Шотола— Ирка
- Иржи Лабус - животновод Бѐда
- Эрна Червена - бабушка (1 часть)
- Валери Капланова— бабушка (2, 3 части)
- Мартин Дейдар— Бернардо (3 часть)
- Олдржих Кайзер— Винченцо (3 часть)
- Петра Пишова— Милуна
- Павел Вондрушка— Мосна
- Иржина Ираскова - директриса Хубичкова
- Мария Пилатова - Конопница
- Вацлав Трошка - Конопник
- Ярослава Ханушова - Ярушка (3 часть)
- Мария Швецова - Келишка
- Йозеф Старек - доктор Карел (2, 3 части)
- Иржи Ружичка - толстый Йозеф
- Катержина Лойдова - Габина Тейфарова (2, 3 части)
- Олек Рейф - Планичка-старший, депутат (1, 2 части)'"
- Мирослав Зоунар — председатель Радль